# Placenta previa
La placenta previa è considerata una delle emergenze ostetriche del terzo trimestre di gravidanza, soprattutto durante il parto. Anatomicamente la placenta si viene a trovare davanti (previa vuol dire davanti) alla parte di presentazione fetale (testa, spalle, podice). Può essere causa di emorragie gravi.

## Presentazione
Prima del travaglio di parto si ha l'appianamento e la dilatazione cervicale. La contrazione della parte craniale dell'utero comporta la risalita in alto del segmento uterino inferiore e quindi del collo che va incontro a dilatazione. Quando il collo dell'utero si dilata, si slamina il disco placentare posto a livello del segmento uterino inferiore e questo causa un forte sanguinamento.
La placenta previa generalmente non si presenta con un quadro acuto, come invece l'abruptio placentae, bensì con una forma subclinica e spesso sottovalutata. Per altro l'emorragia è correlabile con la quantità di sangue realmente perso, e questo può aiutare nella gestione delle emorragie importanti, in cui si consiglia l'impiego di colloidi o cristalloidi. Il colore del sangue è rosso chiaro, l'utero è rilassato. Nell'abruptio placentae invece esso è rosso scuro e l'utero è contratto financo alla tetania.

## Classificazione
- laterale
- marginale
- centrale
  - completa
  - parziale

## Diagnosi differenziale
Causa metrorragia nel terzo trimestre, ma non causa dolore (molto importante per la diagnosi differenziale con il distacco intempestivo di placenta normalmente inserita). In caso di placenta previa l'utero è rilassato mentre al contrario nel distacco intempestivo di placenta è contratto, tetanico.

## Complicanze
Come complicanza può dare emorragia, shock, CID e placenta accreta.

## Terapia
La terapia della placenta previa varia da paziente a paziente in base all'età del feto, allo stato clinico della madre e del feto e alla classificazione della patologia.
Generalmente, in casi dove la madre è compensata a livello cardiovascolare e la gravidanza è ancora troppo prematura, si sceglie un approccio conservativo con sostituzione preventiva di fluidi e dosi di corticosteroidi per permettere lo sviluppo polmonare fetale, preparando di fatto il feto ad un parto prematuro se la situazione dovesse peggiorare.
In casi più severi, il trattamento consigliato è un taglio cesareo di emergenza.